# Иаков (Николау-Гингилас)
Митрополит Иаков (греч. Μητροπολίτης Ιάκωβος в миру Панаги́с Никола́у-Гинги́лас греч. Παναγής Νικολάου-Γκιγκίλας; 17 [29] января 1878, Мосхониси, Османская империя — 25 марта 1958, Митилини) — епископ Элладской православной церкви и формально Константинопольской православной церкви, митрополит Митилинский (1925—1958).

## Биография
23 октября 1894 года митрополитом Мосхонисийским Иаковом (Левентиносом) был рукоположен в сан диакона.
В 1903 году окончил Халкинскую богословскую школу в которой был стипендиатом патриарха Иерусалимского Никодима, а по окончании служил диаконом в Смирнской митрополии.
В 1908 году был рукоположен в сан пресвитера.
16 марта 1908 года был рукоположен в сан епископа Христупольского, викария Смирнской митрополии. Хиротонию совершили: митрополит Смирнский Василий (Астериу), митрополит Филадельфийский Прокопий (Лазаридис), митрополит Дурресский Иоанн (Дьякумакис), епископ Анейский Константин и епископ Иринупольский Арсений.
15 февраля 1911 года назначен митрополитом Дурресским, в 1919 году — патриаршим экзархом Корчинским, однако, в ноябре 1921 года был депортирован и проживал в Смирне.
20 января 1925 года был избран митрополитом Митилинским.
Скончался 25 марта 1958 года в Митилини.